# Marcus Valerius Fulvianus
Marcus Valerius Fulvianus war ein im 3. Jahrhundert n. Chr. lebender Angehöriger des römischen Ritterstandes (Eques).
Durch eine Weihinschrift, die beim Kastell Vinovia gefunden wurde und die auf 201/300 datiert ist, ist belegt, dass Fulvianus Praefectus equitum war. Laut John E. H. Spaul war er Präfekt der Ala Hispanorum Vettonum, die in der Provinz Britannia stationiert war.